# Preglednica
Preglednica je bodisi posebna oblika v vrstice in stolpce urejenih podatkov, bodisi aplikacija za urejanje tako predstavljenih podatkov. Vsak podatek se nahaja v celici, ki jo predstavlja križanje med vrstico in stolpcem. Vsebuje lahko tudi formule, ki na podlagi ostalih podatkov izračunavajo nove podatke in jih prikazujejo v celicah. Omogoča tudi izdelavo grafov.